# سیمین‌ماهی سیاه پوزه‌دراز
سیمین‌ماهی سیاه پوزه‌دراز (نام علمی: Dolicholagus longirostris) نام یک گونه از تیره سیمین‌ماهی ژرفنا است.